# Morris Twenty-One
Der Morris Twenty-One war ein Fahrzeug der Oberklasse, das Morris 1935 als Nachfolger des Morris Oxford Twenty herausbrachte.
Der Morris 21 besaß, wie sein Vorgänger, einen seitengesteuerten 6-Zylinder-Reihenmotor, allerdings mit 2916 cm³ Hubraum, alle 4 Räder waren an Halbelliptikfedern aufgehängt. Die Fahrzeuge waren als 4-türige Luxuslimousinen erhältlich.
Bereits ein Jahr später wurde das Modell durch den Morris Twenty-Five mit einem noch stärkeren Motor abgelöst.